# سنها (بازیگر)
سوهاسینی راجارام (به انگلیسی: Suhasini Rajaram) با نام هنری سنها (زاده ۱۲ اکتبر ۱۹۸۱) بازیگر، مدل هندی است.
از کارهای معروف او می‌توان به بازی در فیلم گوآ، پسر ساتیامورتی، وینایا ویدهیا راما، وجد، فقط تماشا، پاندورانگادو، خودکار، روزی در چنای، شاه، پامال کی.سامباندام، به تو، عزیزم، در آشپزخانه شما و یام‌راج اشاره کرد.